# 2755 Avicenna
2755 Avicenna è un asteroide della fascia principale. Scoperto nel 1973, presenta un'orbita caratterizzata da un semiasse maggiore pari a 2,8480855 UA e da un'eccentricità di 0,2570015, inclinata di 4,56626° rispetto all'eclittica.